# A barokk zene jelentősebb kortárs előadói
Ez a lista olyan jelentős kortárs előadókat és  együtteseket tartalmaz, akik barokk zenét adnak elő.

## Zenészek
- Amandine Beyer Hegedűs
- Frans Brüggen Fuvolák, dirigens
- Reinhard Goebel Hegedűs, dirigens
- René Jacobs Énekes, dirigens
- Nikolaus Harnoncourt Cselló, gamba, dirigens
- Philippe Herreweghe Dirigens
- Christopher Hogwood Dirigens
- Monica Huggett Hegedűs
- Jos van Immerseel Csembaló
- Robert Kohnen Csembaló
- Barthold Kuijken Fuvola
- Sigiswald Kuijken Hegedűs, dirigens
- Wieland Kuijken Cselló
- Gustav Leonhardt Csembaló
- Hans-Martin Linde Fuvolák, dirigens
- Franz Josef Maier Hegedűs, dirigens
- Andrew Manze Hegedűs, dirigens
- Trevor Pinnock Csembaló, dirigens
- Barbara Schlick Gesang
- Riccardo Minasi Hegedűs, dirigens
- Hélène Schmitt Hegedűs
- Jaap Schroeder Hegedűs, dirigens
- Midori Seiler Hegedűs
- Andreas Staier Csembaló
- Simon Standage Hegedűs, dirigens
- August Wenzinger Gamba, dirigens
- Enrico Onofri Hegedűs, dirigens
- Giovanni Antonini Furulya, dirigens
- Jean Tubèry Cornetto/Zink, dirigens
- Diego Fasolis dirigens
- Christina Pluhar Basszus lantok, Hárfa, dirigens
- Bruno Cocset Cselló, Basso di violino
- Philippe Jaroussky Ének
- Ottavio Dantone Csembaló
- Luca Pianca Arciliuto

### Magyarok
- Balogh Vera fuvola
- Csalog Benedek fuvola
- Kállay Gábor furulya
- Kállay Katalin furulya
- Kalló Zsolt hegedű
- Kónya István lant
- Lachegyi Imre furulya
- Lőrincz László furulya
- Meszlényi László karmester
- Prehoffer Gábor furulya
- Spányi Miklós csembaló, fortepiano, orgona
- Vashegyi György karmester

## Együttesek
- Amici Musici, 1975 óta, Clemens Krause vezetésével, www.amici-musici.de
- Amsterdamer Barockorchester, 1979 óta Ton Koopman vezetésével
- Bach Collegium Japan 1995 óta, Masaaki Suzuki vezetésével
- Berliner Barocksolisten, 1995 Rainer Kussmaul vezetésével
- Capella Academica, vezető: Eduard Melkus
- Capella Clementina, vezető: Helmuth Müller-Brühl
- Capella Coloniensis, 1954-ben August Wenzinger alapította
- Combattimento Consort Amsterdam, vezető: Jaap van Zweden
- Collegium Musicum 90, 1990 óta, Simon Standage vezetésével
- Concerto Köln, 1985 óta váltakozó vezetőkkel
- Concentus Musicus Wien, 1953 óta, Nikolaus Harnoncourt vezetésével
- English Concert, 1973 óta, Andrew Manze vezetésével
- Ensemble Sonnerie, 1982 óta, Monica Huggett vezetésével
- Freiburger Barockorchester
- Íliber Ensemble, 2013 óta, Darío Tamayo vezetésével
- Les Musiciens du Louvre, 1984 óta, Marc Minkowski vezetésével
- Les Musiciens de Saint-Julien, 2005 óta, François Lazarevitch vezetésével
- La Petite Bande 1972 óta, Sigiswald Kuijken vezetésével
- Linde Consort, vezető: Hans-Martin Linde
- London Baroque 1978 óta
- London Classical Players 1978 óta, Sir Roger Norrinton vezetésével
- Monteverdi Chor Hamburg 1955 óta, 1994 óta Gothart Stier vezetésével
- Musica Antiqua Köln 1973 óta, Reinhard Goebel vezetésével
- Orchester des 18. Jahrhunderts 1981 óta, Frans Brüggen vezetésével
- Musica Fiata, 1976 óta, Roland Wilson vezetésével
- Ricercar Consort, vezető: Philippe Pierlot
- Schola Cantorum Basiliensis 1933 óta, alapító: August Wenzinger
- The Academy of Ancient Music, 1973 óta, Christopher Hogwood vezetésével
- The English Baroque Solists, vezető: John Eliot Gardiner
- The English Concert, 1973 óta, Trevor Pinnock vezetésével
- The Raglan Baroque Players, Elizabeth Wallfisch vezetésével
- The Harp Consort, 1994 óta, Andrew Lawrence-King vezetésével
- Freisinger Hofmusik
- Il Giardino Armonico 1984 óta Giovanni Antonini vezetésével
- I Barocchisti Diego Fasolis vezetésével
- La Fenice Jean Tubery vezetésével
- L'Arpeggiata Christina Pluhar vezetésével
- Divino Sospiro Enrico Onofri vezetésével

### Magyar együttesek
- Purcell Kórus és Orfeo Zenekar, Vashegyi György vezetésével
- Musica Parlante, Meszlényi László vezetésével
- Aura Musicale, Máté Balázs vezetésével
- Capella Savaria
- Musica Historica Csörsz Rumen István vezetésével